# Highly strung
Highly strung is een studioalbum van de Britse musicus Steve Hackett. Het was zijn laatste album voor Charisma Records, want dat zag niets in het grotendeels akoestische Bay of Kings. Het betekende tevens het debuut van Ian Mosley bij Hackett, Mosley zou later toetreden tot Marillion. De eerste compact discuitgave (1989) onder HACKCD1 was een sobere editie zonder verdere informatie en een matige geluidskwaliteit. In 2007 volgde pas een goede uitgave.
Het hoesontwerp was van Kim Poor en liet in waterverf een vervormd beeld van Hackett en zijn gitaar zien.

## Musici
- John Acock – toetsinstrumenten
- Steve Hackett - gitaar, zang
- Chris Lawrence – contrabas
- Nick Magnus - toetsinstrumenten, elektronica, geluidseffecten
- Ian Mosley – slagwerk
- Nigel Warren-Green – cello

## Muziek
De Amerikaanse versie verscheen op Epic Records en had een andere trackvolgorde.

| Nr. | Titel                               | Duur |
| --- | ----------------------------------- | ---- |
| 1.  | Camino Royale (Hackett, Magnus)     | 5:28 |
| 2.  | Cell 151 (Hackett)                  | 6:26 |
| 3.  | Always somewhere else (Hackett)     | 4:02 |
| 4.  | Walking through walls (Hackett)     | 3:48 |
| 5.  | Give it away (Hackett)              | 4:08 |
| 6.  | Weightless (Hackett)                | 3:31 |
| 7.  | Group therapy (Hackett)             | 5:47 |
| 8.  | India rubber man (Hackett)          | 2:31 |
| 9.  | Hackett to pieces (Hackett, Magnus) | 2:40 |

| Nr. | Titel                                               | Duur |
| --- | --------------------------------------------------- | ---- |
| 10. | Guitar boogie                                       | 2:12 |
| 11. | Walking through walls (singleversie) length11= 5:55 |      |
| 12. | Time lapse at Milton Keynes length12= 3:52          |      |

In het Verenigd Koninkrijk werd "Cell 151" uitgegeven als single en stond daar twee weken genoteerd (hoogste plaats 66). "Camino Royale" werd de naamgever van het toekomstige eigen platenlabel van Steve Hackett: Camino Records. Het album haalde drie weken notering in de Britse lijst, een hoogste plaats was 16.